# Vanamõisa (Haljala)
Pour les articles homonymes, voir Vanamõisa.
Vanamõisa (avant 1938 Altenhof) est un hameau estonien appartenant à la commune d'Haljala dans le Virumaa occidental. Sa population comptait 52 habitants en 2006. Le village faisait partie avant la réforme foncière de 1919 du domaine seigneurial d'Altenhof formé au XVIIe siècle. Le château du village de style néorenaissance subsiste toujours.